# Maloelap
Maloelap est un atoll de l'océan Pacifique. Il s'agit d'un district des îles Marshall. En 1999, il comptait 856 habitants.